# Víctor Bravo
Víctor Bravo (Chilpancingo, Nouvelle-Espagne, 1757 - Chilpancingo, Nouvelle-Espagne, 1844) est un insurgé militaire mexicain ayant combattu pendant la guerre de l'Indépendance du Mexique.

## Biographie
Né en 1757, Víctor, comme le fit son frère Leonardo Bravo, rejoint le mouvement insurrectionnel afin d'obtenir l'indépendance vis-à-vis de l'Espagne. Il participe sous les ordres directs de José María Morelos et, à la mort de ce dernier, sous les ordres de Vicente Guerrero, avec qui il réussit, finalement, à contempler la victoire du mouvement d'indépendance. Il participe à la bataille de Chilpancingo, la bataille de Tixtla et la bataille de Chilapa. Il a mené des expéditions d'avant-garde à Cuernavaca, Cuautla, Amecameca et Chalco. Pendant le siège de Cuautla, il a combattu sous les ordres de Mariano Matamoros, a défendu avec succès l'hacienda de Buenavista et a essayé de fournir des vivres aux insurgés assiégés.
À Tamazulápam, il rencontre le père Mendoza et Valerio Trujano, qui ensemble parviennent à lever un contingent de quatre mille hommes dans la région de La Mixteca, réussissant à prendre les places fortes de Yanhuitlán et San Bartolo. Il participe à la prise de Tehuacán, puis fait campagne dans les régions côtières avec son frère Miguel, combattant les commandants royalistes Páris, Rionda, Añorve et Cerro.  
Le 13 septembre 1813, il est nommé gardien du Congrès de Chilpancingo. Par la suite, il participe à la bataille de Temalaca, au cours de laquelle il reçoit le grade de général de brigade, tandis-ce qu'après la défaite il se réfugie temporairement à Tehuacán, avant, ensuite, de retourner dans la région sud, où il continue à se battre. Il meurt en 1844.